# Arnold Helmuth
Gottlieb Friedrich Arnold Helmuth (* 30. April oder 1. Mai 1837 in Stadtoldendorf; † 12. August 1878 in Karlsbad) war ein preußischer Major und Militärschriftsteller.

## Leben
Arnold Helmuth wurde 1837 im Herzogtum Braunschweig als Sohn eines Justizamtmanns geboren. Er besuchte die Gymnasien in Holzminden, Helmstedt, Wolfenbüttel und Magdeburg. Nach dem Abitur trat er 1855 als Freiwilliger in das 27. Infanterie-Regiment der Preußischen Armee ein. Er absolvierte die Divisionsschule in Erfurt und avancierte Ende Oktober 1857 zum Sekondeleutnant. Zur weiteren Ausbildung besuchte er 1861/64 die Kriegsakademie in Berlin und wurde zum Premierleutnant befördert. Als solcher nahm er 1866 während des Krieges gegen Österreich an den Schlachten bei Münchengrätz sowie Königgrätz teil und wurde mit dem Roten Adlerorden IV. Klasse mit Schwertern ausgezeichnet.
Nach dem Krieg war Helmuth ab Mai 1867 auf ein Jahr zur Dienstleistung beim Großen Generalstab kommandiert und wurde am 9. März 1869 unter Beförderung zum Hauptmann Chef der 10. Kompanie. Diese führte er zu Beginn des Krieges gegen Frankreich im August 1870 vor Toul und bei Beaumont. Südwestlich von Mouzon schlug er mit seiner Kompanie das französische 5. Kürassier-Regiment ab, wofür er das Eiserne Kreuz II. Klasse erhielt. Während der Belagerung von Paris erfolgte Ende Dezember 1870 seine Versetzung als aggregiert zum 3. Magdeburgischen Infanterie-Regiment Nr. 66 und seine gleichzeitige Kommandierung als Adjutant der 6. Infanterie-Division.
Nach dem Friedensschluss wurde Helmuth Mitte Juli 1871 unter Überweisung zum Großen Generalstab dem Generalstab der Armee aggregiert und Ende November 1874 zum Major befördert. Daran schloss sich ab Anfang Februar 1875 eine Verwendung im Generalstab der 22. Division in Kassel an.
Helmuth war an topographischen Aufnahmen in Ostpreußen beteiligt und ist durch mehrere militärgeschichtliche Publikationen bekannt geworden. Er blieb ledig und starb 1878 im Alter von 41 Jahren in Karlsbad, wo er auch bestattet wurde.

## Schriften (Auswahl)
- Geschichte der letztvergangenen vier Jahre des 4. Magdeburgischen Infanterie-Regiments Nr. 27. Mittler & Sohn, Berlin 1870.
- Militärische Traditionen der Garnison Berg. 1870.
- Die Schlachten von Vionville und Mars la Tour. 1872.
- Die Garden am 18. August 1870. 1873.
- Drei Vorträge über die Schlacht bei St. Privat – Gravelotte. 1873.
- Sedan. Mittler & Sohn, Berlin 1874.
- Geist und Form. Ein Wort über Truppenführung und Truppenleitung. 1875.